# Hluboká (Trhová Kamenice)
Hluboká je malá vesnice, část městyse Trhová Kamenice v okrese Chrudim. Nachází se asi 2,5 km na západ od Trhové Kamenice. V roce 2009 zde bylo evidováno 21 adres. V roce 2001 zde trvale žilo 16 obyvatel.
Hluboká leží v katastrálním území Hluboká u Trhové Kamenice o rozloze 1,78 km2. V katastrálním území Hluboká u Trhové Kamenice leží i Polom.
Obcí prochází naučná stezka "Krajem Chrudimky", v zatáčce hlavní silnice chráněné jírovce a lípa, dřevěná nekrytá zvonička.
Nedávno zde také byla vybudována krátká, uměle dosněžovaná sjezdovka.

## Historie

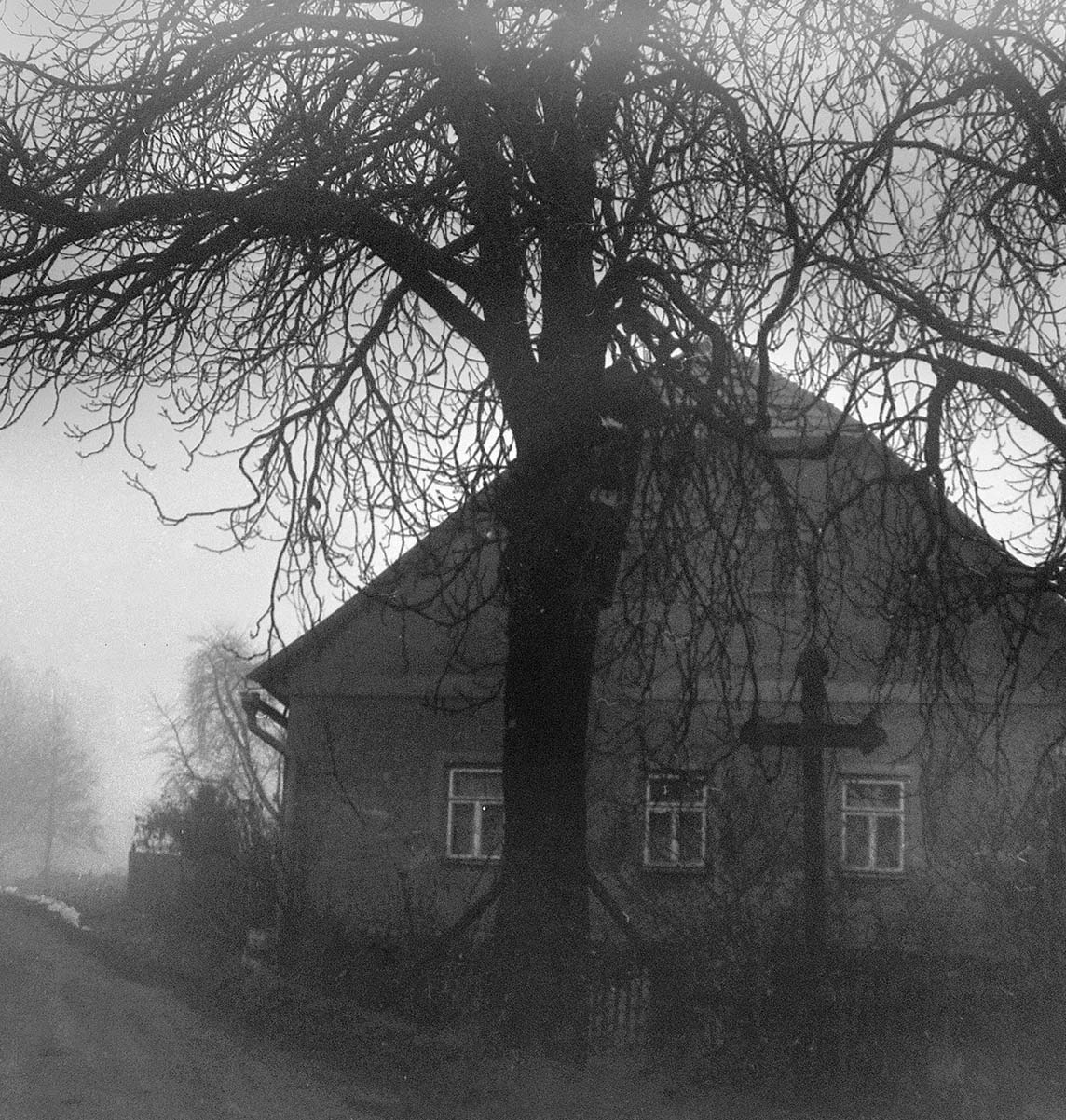
Hluboká u Trhové Kamenice, chalupa s křížem

První písemná zmínka o obci pochází z roku 1542.

## Pamětihodnosti
- Kostel svaté Kunhuty v Polomi